# Петър Костич
Петър Костич (на сръбски: Петар Костић или Petar Kostić) е сръбски просветен деец, активен участник в Сръбската пропаганда в Македония.

## Биография
Костич е роден в 1852 година в село Брод, близо до град Призрен в Косово, тогава в Османската империя. Според Йован Цвиич Костич е по произход горанин. Основно училище завършва в Призрен, както и два гимназиални класа. В 1873 година завършва Белградското богословско училище и започва да преподава в Призренската семинария. След смъртта на ректора му И. Ставрич става негов ректор, а от 27 декември 1882 до 4 април 1889 година е директор на училището.
В 1894 година основава Солунската сръбска гимназия и е неин директор до 1897 година. След това работи при сръбския владика Фирмилиан в Скопие. Секретар е на Рашко-Призренската митрополия от 1901 до 1919 година. След Младотурската революция в 1908 година е делегат на Първата сръбска конференция, провела се между 12 и 15 август 1908 г. в Скопие, на която е основана Сръбска демократическа лига в Османската империя.
Пенсионира се като професор от Призренското богословско училище в 1922 година. Автор е на четири книги.